# Cezar Onufrowicz

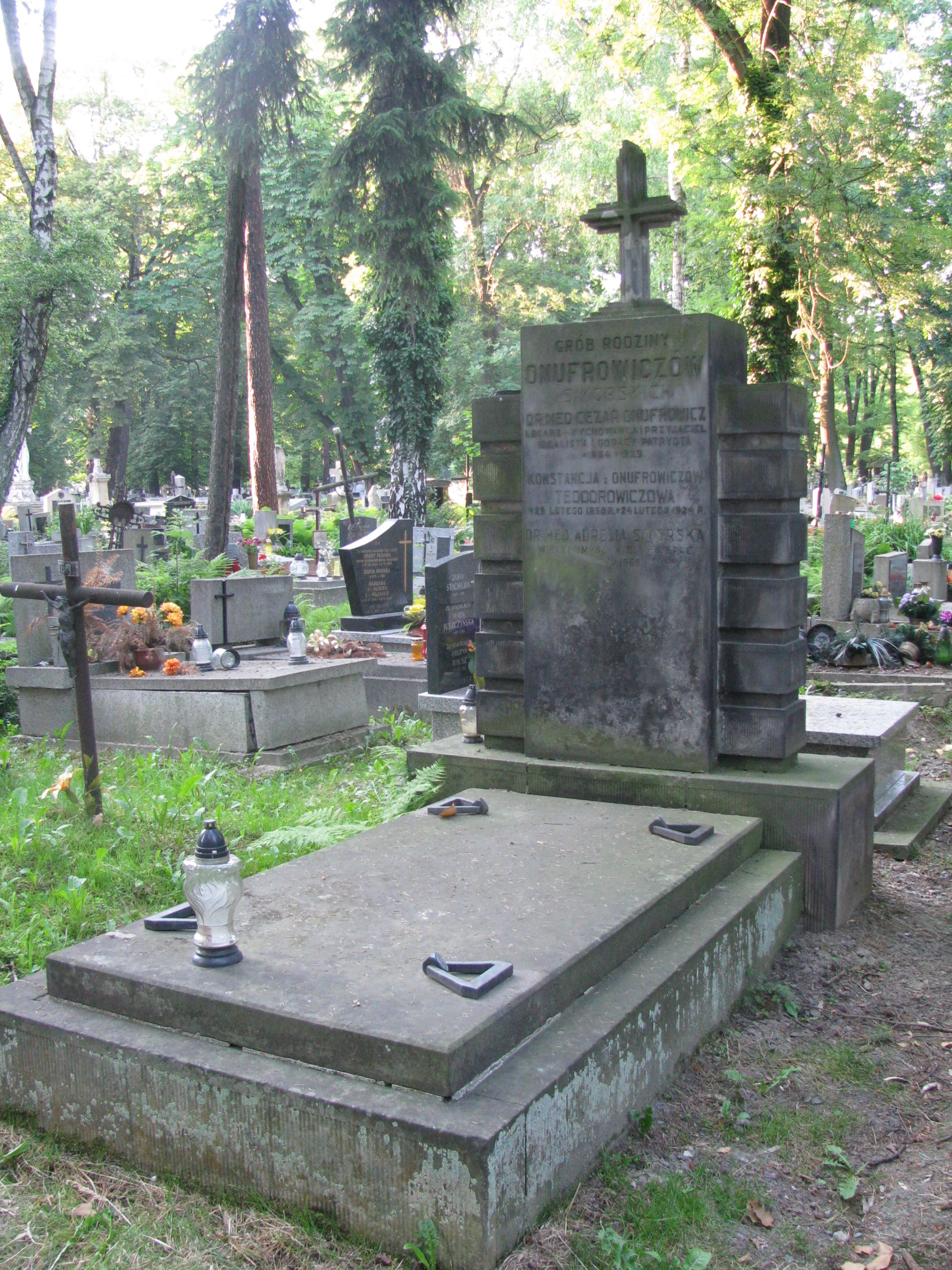
Grób Cezara Onufrowicza na cmentarzu Rakowickim w Krakowie

Cezar Onufrowicz (ur. 1864 w Mińsku, zm. 11 kwietnia 1929 w Krakowie) – polski lekarz psychiatra, działacz niepodległościowy i społeczny.

## Życiorys
Urodził się w Mińsku jako syn Eliasza Onufrowicza i Karoliny z domu Herting; miał siostrę Marię Zofię (1862–1922), po mężu Płoską, i braci Bolesława (1860–1913) i Adama (1856–1914). Rozpoczął studia na Uniwersytecie Kijowskim, ale już od 1888 studiował medycynę na Uniwersytecie w Zurychu; do Szwajcarii emigrował z powodów politycznych. Tytuł doktora medycyny otrzymał w 1894 roku po przedstawieniu rozprawy przygotowanej pod kierunkiem Ottona Rotha. W Zurychu był prezesem towarzystwa „Sokół”.
Po ukończeniu studiów wrócił do Rosji, gdzie nostryfikował dyplom i przez pewien czas praktykował w zawodzie. Około 1897 współpracował z Marcelim Nenckim i Szymonem Dzierzgowskim w Petersburgu. Praktykował też w Odessie. Od 1908 roku w Krakowie, gdzie związał się z kliniką neurologiczną Jana Piltza. W 1918 roku został odznaczony Złotym Krzyżem Zasługi z Koroną na wstążce Medalu za Dzielność – za ofiarną służbę medyczną podczas wojny.
Został pierwszym kierownikiem zakładu dla dzieci z odchyleniami rozwoju umysłowego, założonego w Krakowie przy ul. Kopernika, potem przeniesionego pod adres ul. Wenecja 2. Później był także współwłaścicielem zakładu, który zmienił nieco profil i przyjmował również dorosłych. Jednym z asystentów w zakładzie był Władysław Chłopicki. Po śmierci kierownika instytucję nazwano Lecznicą dla Nerwowo i Psychicznie chorych im. Dra Onufrowicza.
W Krakowie mieszkał pod adresem ul. św. Marka 23, a potem ul. Wenecja 2. Zmarł w kwietniu 1929 roku. Wspomnienie o nim napisał Piltz. Pochowany na cmentarzu Rakowickim w Krakowie (kw. XIIIB, rząd: płd). W tym samym grobie pochowane są Konstancja Teodorowicz z domu Onufrowicz (1858–1924) i Aurelia Sikorska.
W 1909 w podróży do Włoch towarzyszył mu  Paweł Hulka-Laskowski. Jednym z pacjentów doktora Onufrowicza był Jan Lechoń.

## Prace
- Die Lebernährböden und ihre Beziehungen zum Wachstum und zur Differenzierung der Bakterien. Meyer, 1894
- Dzierzgowski S.K., Onufrowicz C.J. Recherches expérimentales sur la question de savoir comment certains organes se comportent à l'égard des toxines diphteriques. Archives des Sciences Biologiques publiées par l’Institut Imperial de Médecine Expérimentale a St. Petersburg 6, 1, ss. 41–50, 1897
- Dzergovski S.K., Onufrowicz T.I. Eksperimental'nye izsledowanija po woprosu ob otnoszeni nekotorych organow k difterijnym toksinam. Archiw Biologiczeskij Nauk 6, ss. 40–49, 1897/1898
- Przypadek padaczki Jacksona. Przegląd Lekarski 51, s. 737, 1912